# Бен Міллер
Беннет «Бен» Еван Міллер (англ. Bennet Evan Miller; нар. 24 лютого 1966, Лондон) — британський комедійний актор і режисер. Комедійний дует Бена Міллера та Александера Армстронга вельми популярний у Великій Британії, з 2007 року на каналі BBC One виходить півгодинне «Шоу Армстронга і Міллера», номіноване у 2008 році на премію BAFTA.

## Біографія
Бен Міллер вивчав фізику твердого тіла в Кембриджському університеті, де й познайомився в 1992 році з Александером Армстронгом, також студентом. Вони стали членами комедійного клубу, створювали й показували різні скетчі, і через кілька років були вже відомими у Великій Британії коміками. У 1997 році дует отримав власне телевізійне шоу «Армстронг і Міллер», що виходило упродовж чотирьох сезонів, спочатку на Paramount Comedy Channel, а потім на Channel 4. У 1998 році паралельно було запущено радіошоу дуету на BBC Radio 4. У 2007 році нове «Шоу Армстронга і Міллера» стало виходити на BBC One.
З початку 1990-х років Міллер також знімається в кіно і на телебаченні. В основному він грає невеликі ролі як запрошена зірка. Його найпомітніша роль в кіно — агент Мі-7 Ангус Баф у фільмі «Агент Джонні Інгліш». Також Міллер грав головну роль в ситкомі «Найгірший тиждень мого життя», знімався у всіх п'яти сезонах науково-фантастичного телесеріалу «Портал юрського періоду», а з 2011 року грає головну роль в детективному серіалі «Смерть в раю».
У 2014 році Бен виконав роль лиходія в одній серії британського телесеріалу «Доктор Хто».

## Особисте життя
Першою дружиною Міллера була Белінда Стюарт Вілсон, яка була запрошеною актрисою в третій серії серіалу «Портал юрського періоду», де також знімався Міллер. У пари є син, Джексон на прізвисько Сонні, який народився у 2006 році. Пара розлучилася у 2011 році. У Міллера є ще один син, Харрісон, який народився в кінці 2011 року, і дочка, яка народилася в червні 2015 року, від другої дружини Джесіки Паркер, дочки британського музиканта Алана Паркера, із якою він одружився в вересні 2013 року.

## Фільмографія
| Рік         |    | Українська назва                  | Оригінальна назва                                      | Роль                   |
| ----------- | -- | --------------------------------- | ------------------------------------------------------ | ---------------------- |
| 1991        | с  | Найнеприємніше вбивство           | Murder Most Horrid                                     | Уоткінс                |
| 1993        | с  |                                   | French and Saunders                                    |                        |
| 1993        | с  | Хроніки молодого Індіани Джонса   | The Young Indiana Jones Chronicles                     | французький офіцер     |
| 1993        | с  | Містер Дон і містер Джордж        | Mr Don & Mr George                                     | клієнт                 |
| 1993        | с  | Пол Мертон                        | Paul Merton: The Series                                | різні ролі             |
| 1995        | с  | Катастрофа                        | Casualty                                               | Деніел Мердок          |
| 1995        | с  |                                   | Look at the State We're In!                            | Марті                  |
| 1995        | тф | Сардини                           | Sardines                                               | Саймон                 |
| +1997       | с  |                                   | The Jack Docherty Show                                 | різні ролі             |
| 1997 — 2001 | с  | Армстронг і Міллер                | Armstrong and Miller                                   | різні ролі             |
| 1999        | ф  | Планкетт і Маклейн                | Plunkett & Macleane                                    | Діксон                 |
| 1999        | тф |                                   | Hunting Venus                                          | Гевін                  |
| 1999        | тф |                                   | Passion Killers                                        | Нік                    |
| 1999        | тф | Скоро                             | Coming Soon                                            | Бен                    |
| 2000        | тф | Попелюшка                         | Cinderella                                             | Дандіні                |
| 2000        | ф  | Побачення всліпу                  | The Blind Date                                         | Джо Максвелл           |
| 2000        | ф  | Є тільки один Джиммі Гримбл       | There's Only One Jimmy Grimble                         | Johnny Two Dogs        |
| 2000        | кф | Ти не можеш танцювати             | You Can not Dance                                      |                        |
| 2001        | кф | Кінчик мови                       | Tip of My Tongue                                       | Дейв                   |
| 2001        | ф  | Наглядач                          | The Parole Officer                                     | Колін                  |
| 2001        | ф  | Іменинниця                        | Birthday Girl                                          | консьєрж               |
| 2001        | с  | Будинок страху доктора Жахливого  | Dr. Terrible's House of Horrible                       | Rebenor                |
| 2002        | тф | Скандальний успіх Сальвадора Далі | Surrealissimo: The Scandalous Success of Salvador Dali | Yoyotte                |
| 2002        | с  |                                   | The Book Group                                         | Мартін Логан           |
| 2002        | тф | Джеффрі Арчер: Правда             | Jeffrey Archer: The Truth                              | Роланд Мокслі-Немезіс  |
| 2003        | ф  | Актори                            | The Actors                                             | Клайв                  |
| 2003        | ф  | Агент Джонні Інгліш               | Johnny English                                         | Ангус БОФ              |
| 2004        | ф  | Принц і я                         | The Prince and Me                                      | Сорен                  |
| 2004 — 2006 | с  | Гірший тиждень мого життя         | The Worst Week of My Life                              | Говард Стіл            |
| 2004        | с  | Міс Марпл Агати Крісті            | Agatha Christie's Marple                               | Безіл Блейк            |
| 2004 — 2005 | с  | Доктор Мартін                     | Doc Martin                                             | Стюард Джеймс          |
| 2005        | тф | Злий умисел                       | Malice Aforethought                                    | доктор Едмунд Бикли    |
| 2005        | кф | Зоряна ніч                        | Starry Night                                           |                        |
| 2006        | с  | Папський містечко                 | Popetown                                               | священик               |
| 2006        | с  | Саксондейл                        | Saxondale                                              | Бернард Ленглі         |
| 2007        | ф  | Шик, блиск, краса                 | Razzle Dazzle: A Journey Into Dance                    | містер Джонатан        |
| 2007 — 2010 | с  | Шоу Армстронга і Міллера          | The Armstrong and Miller Show                          | різні ролі             |
| 2007 — 2011 | с  | Портал юрського періоду           | Primeval                                               | Джеймс Лестер          |
| 2008        | с  |                                   | Moving Wallpaper: The Mole                             | Джонатан Поуп          |
| 2008 — 2009 | с  |                                   | Moving Wallpaper                                       | Джонатан Поуп          |
| 2009        | вг |                                   | Primeval Evolved                                       | Джеймс Лестер          |
| 2009        | тф | Розрядка сміхом 2009              | Comic Relief 2009                                      |                        |
| 2009        | ф  | Усередині вихору                  | Within the Whirlwind                                   | Червоний               |
| 2009        | с  | Шоу Кетрін Тейт                   | The Catherine Tate Show                                | привид минулого Різдва |
| 2009        | ф  |                                   | The Key Party                                          | Марк                   |
| 2010        | ф  | 4.3.2.1.                          | 4.3.2.1.                                               | Містер Філіпс          |
| 2010        | с  | Портал юрського періоду: Вебізоди | Primeval: Webisodes                                    | Джеймс Лестер          |
| 2011        | с  | Розділи                           | Episodes                                               | Бен Міллер             |
| 2011        | ф  |                                   | The Engagement                                         | Bar Tender             |
| 2011        | с  | Смішна вітрина                    | Comedy Showcase                                        | Фелікс                 |
| 2011 — 2013 | с  | Смерть в раю                      | Death in Paradise                                      | інспектор Річард Пул   |
| 2014        | с  | Це Джинси                         | This Is Jinsy                                          | головний бухгалтер     |
| 2014        | с  | Доктор Хто                        | Doctor Who                                             | шериф Ноттінгема       |
| 2014        | ф  | Що ми робили на наш відпустку     | What We Did on Our Holiday                             | Гевін Маклеод          |
| 2014        | ф  | Моллі Мун і чарівна книга гіпнозу | Molly Moon: The Incredible Hypnotist                   | містер Алебастр        |
| 2017        | ф  | Пригоди Паддінгтона 2             | Paddington 2                                           | полковник              |
| 2018        | ф  | Агент Джонні Інгліш 3             | Johnny English 3                                       | Ангус БОФ              |